# Tennis à La Réunion

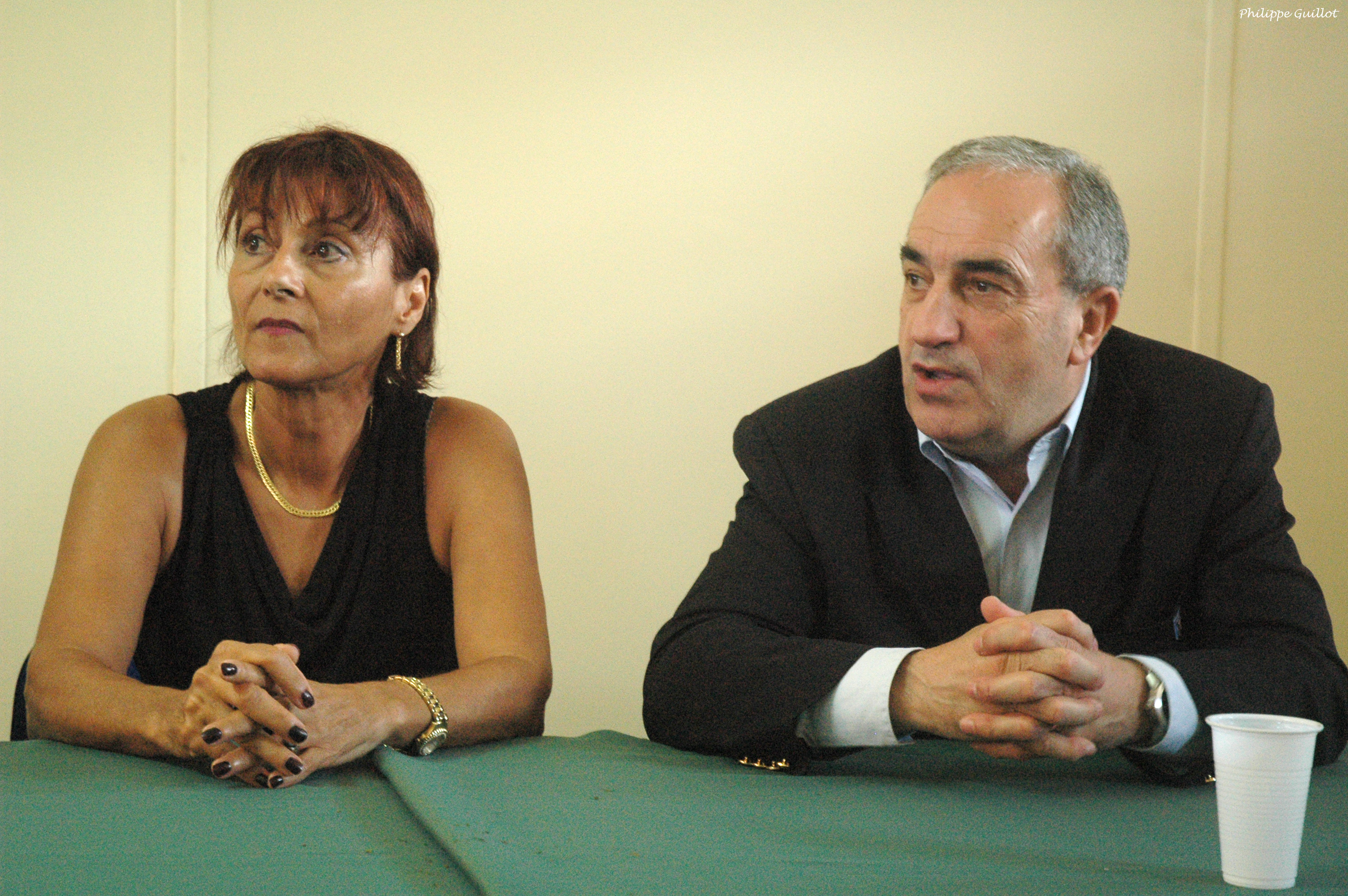
Marie-Thérèse Lefèvre, alors présidente de la Ligue réunionnaise de tennis (LRT), et le président de la Fédération française de tennis (FFT) Jean Gachassin lors d'une conférence de presse en mars 2010 au siège de la LRT, à Saint-Denis.

Le tennis fait partie des sports les plus populaires à la Réunion, une île du sud-ouest de l'océan Indien au statut de département d'outre-mer français. Arrivé dans cette île dès la fin du XIXe siècle (dès 1892 !), il a longtemps été réservé à quelques privilégiés et ne s'est véritablement développé qu'à partir des années 1960, notamment lorsqu'une Ligue réunionnaise de lawn-tennis (LRLT) y a été mise sur pied, en 1963. Depuis cette date, neuf présidents se sont succédé à la tête de la LRLT devenue LRT (Ligue réunionnaise de tennis) en avril 1984, puis Ligue Réunion-Mayotte de tennis en 2020 : 
- Dominique Sauger, de 1963 à 1970 ;
- Charles Bouyac, de 1970 à 1973 ;
- Georges Maisonneuve, de 1973 à 1976 ;
- Patrick Isautier, de 1976 à 1992 ;
- Jean-Pierre Ah-Kiam, de 1992 à 1994, encore aujourd’hui secrétaire général après plusieurs années de vice-présidence ;
- Joël Malet, en 1994 ;
- Christian Hoarau, de 1994 à 2000 ;
- Marie-Thérèse Lefèvre de 2000 à 2020, membre, en outre, en février 2009, du bureau de la Fédération française de tennis (FFT) devenu ensuite comité exécutif (Comex) où elle aura été responsable du tennis outre-mer à partir de 2013 ;
- enfin Jean-Yves Dennemont, depuis novembre 2020.

De 7 clubs à la naissance de la Ligue, ils sont 49 en activité en 2020 qui disposent de 211 courts, dont 33 dédiés au beach tennis ou au padel. Certains clubs sont, du reste, d’une dimension très au-dessus de la moyenne nationale, comme le TCM Tampon, qui totalisait, à la fin de la saison 2011, plus de 1 300 licenciés. C’est d’ailleurs une caractéristique du tennis réunionnais : ses clubs sont sensiblement plus grands que la moyenne des clubs de France métropolitaine. 
En second lieu, Ligue réunionnaise de tennis s'est attachée à attirer de nouveaux pratiquants (une soixantaine seulement au début des années 1960, 10 000 environ en 2016, et 9000 environ à la fin de la saison 2020. Ceci fait du tennis le deuxième sport dénombrant localement le plus de licenciés : il se classe après le football mais devant, dans l'ordre, la natation, le handball, le judo et les disciplines associées, et le karaté. Il est en outre (et de loin !) le principal sport féminin avec plus de 3 000 licenciées. Cette évolution spectaculaire, notons-le au passage, a impliqué tout d'abord une réelle démocratisation et un sensible effort de formation, des plus jeunes notamment, donc la nécessité de leur trouver des enseignants compétents. Elle a impliqué aussi, pour populariser le tennis, un effort de la LRT pour mieux le faire connaître, d'abord par des articles de son cru dans la presse, par la création de son propre site Internet et par ses propres publications (notamment, depuis octobre 2017, une revue explicitement intitulée "Un club, une histoire").

De multiples compétitions
Evidemment, la LRT a été amenée à organiser de nombreuses compétitions, ce qui l'a obligée, pour qu’elles soient homologuées et que les joueurs bénéficient d’un classement officiel, à former des organisateurs qualifiés (les juges-arbitres), des arbitres, de chaise et de ligne, et, pour les grands événements, des ramasseurs de balles. 
Aujourd'hui, la plupart des clubs, qu’ils soient privés ou chapeautés par les municipalités, organisent des tournois, ce qui engendre d’ailleurs des chevauchements et la nécessité de coordonner le calendrier : ce sont chaque année environ 30 tournois open pour les adultes, auxquels s’ajoutent les éventuels tournois internes homologués réservés aux membres des clubs qui les organisent, et une trentaine également pour les jeunes qui sont programmés, sans compter désormais les nombreux tournois Galaxie réservés aux plus jeunes (10 ans et moins). À ceux-ci s’ajoutent parfois des compétitions internationales comme le tournoi ATP de la Réunion, qui a eu lieu à onze reprises de 1993 à 2014 (sept fois au Tennis-club Dionysien trois fois au Tennis-club municipal de Champ-Fleuri et une fois au Tennis-club de La Possession), le tournoi ITF féminin, qui a connu quatre éditions, en 2007 et 2008 au Tennis-club municipal de Champ-Fleuri, en 2015 et 2016 au Tennis-club de La Possession. Il faut dire que, pour améliorer le niveau de jeu des Réunionnais, la Ligue réunionnaise de tennis favorise, autant que faire se peut eu égard à son insularité, les échanges avec l’extérieur, c'est-à-dire les pays voisins comme la métropole, d'une part en organisant, ou au moins en soutenant, ces tournois internationaux et des compétitions internationales comme le défunt Tournoi de l’océan Indien et les Jeux des îles de l’océan Indien, d'autre part, en aidant les compétiteurs locaux à jouer à l’extérieur. Depuis le 15 juin 2019, elle est d'ailleurs membre de la Confédération africaine de tennis, ce qui lui permet d'organiser des tournois comptant pour les classements des jeunes à l'international. 
À toutes ces compétitions s'ajoute désormais, en juillet de chaque année depuis 2009, un "Circuit Vacances" de six ou sept tournois répartis sur toute l’île qui accueille de nombreux joueurs venus de métropole et de l’océan Indien. Cette compétition a pour but de permettre aux jeunes qui ne peuvent pas partir en métropole de pratiquer leur sport favori pendant les vacances de l'hiver austral. En outre, soucieuse de stimuler un tennis féminin en perte de vitesse, la Ligue réunionnaise de tennis organise des compétitions adaptées ouvertes aux joueuses débutantes ou mal classées comme les "Raquettes FFT" et le Trophée des dames.
À tous ces tournois s’ajoutent les championnats de ligue, individuels ou par équipes pour toutes les catégories d’âges et, depuis 2016, une Coupe de la Convivialité réservée aux plus âgés. Pour un sport aussi individuel que le tennis, le paradoxe est d’ailleurs que ce soient les championnats par équipes qui suscitent le plus d’engouement, ce qui oblige la Ligue à augmenter régulièrement le nombre de divisions, notamment chez les adultes (les seniors) et les seniors +, c’est-à-dire les 35 ans et plus (et même bien plus tant il est vrai qu’on joue au tennis de plus en plus longtemps...).
Bref, on est aujourd’hui très loin, à la Réunion, de l’idée reçue d’un sport qui ne serait réservé qu’à une "élite" sociale. Le gros effort de démocratisation orchestré par la Ligue dès les années 1990 et soutenu par l’investissement de nombreuses municipalités dans le tennis porte désormais ses fruits. Certes ce mouvement est loin d’être abouti, certes aucun des jeunes espoirs réunionnais n’a encore atteint le plus haut niveau international chez les seniors, certes le nombre de licenciés stagne actuellement, mais le tennis est dynamique et bien vivant à la Réunion et ne demande qu’à s’épanouir encore plus pourvu qu’on lui en donne les moyens.